# Université technologique du Tennessee
L'université technologique du Tennessee (Tennessee Technological University en anglais, aussi nommée TTU) est une université publique à Cookeville dans l'État du Tennessee. Elle est placée à peu près 110 km à l'est de Nashville. Elle fut fondée en 1912. Actuellement il y a 9 313 étudiants inscrits.

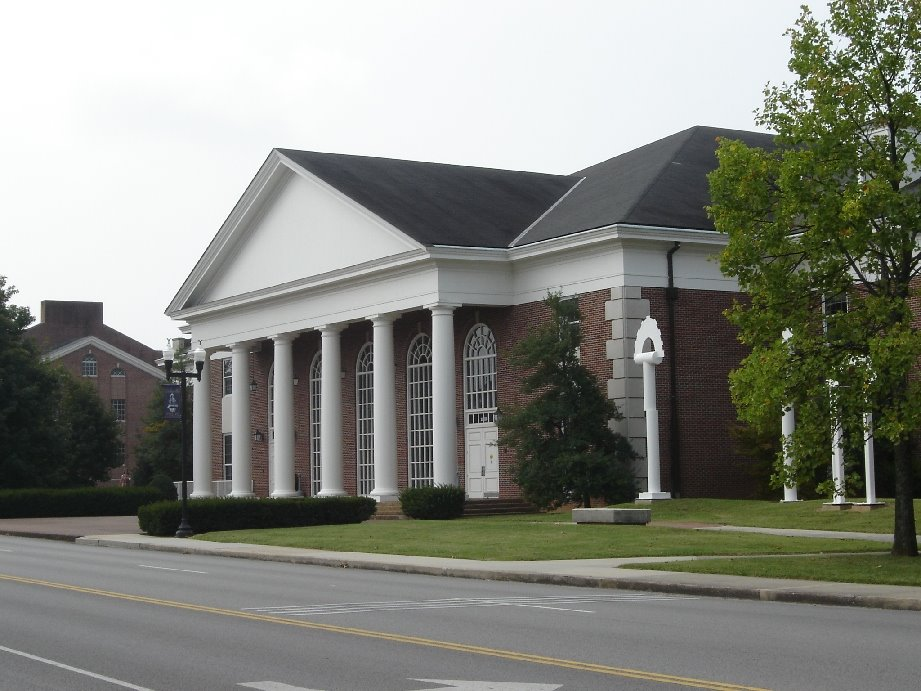
Centre de Beaux-Arts Bryan

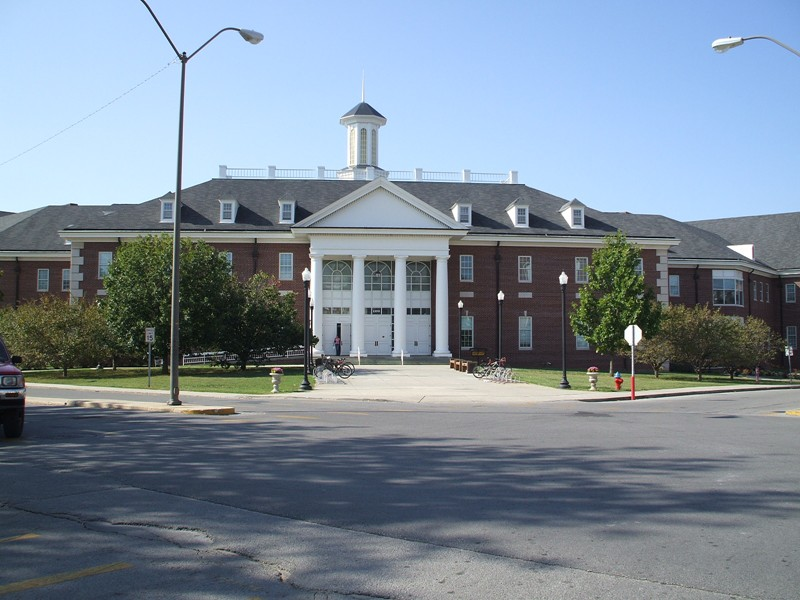
Bibliothèque Volpe

## Historique
(23 juillet 2019).
Le contenu est difficilement compréhensible vu les erreurs de traduction, qui sont peut-être dues à l'utilisation d'un logiciel de traduction automatique.
L'université technologique du Tennessee trouve ses origines dans l'université de Dixie (connue comme Dixie College), qui a été approuvée en 1909 et commença a fonctionner en 1912. Lors de ses débuts, elle fait face à des problèmes de financement et d'inscriptions et le campus est cédé à des gouvernements locaux. En 1915, le gouvernement de l'État prend le contrôle du campus et donne à la nouvelle école le nom de Tennessee Polytechnic Institute. La nouvelle école ne compte que 13 professeurs et 19 étudiants pendant l'année académique 1916/1917 et ne dispose que de 18 acres de terrain et deux dortoirs pour étudiants. En raison du caractère rural de l'école, les étudiants travaillaient aussi au jardin de l'école pour cultiver leur nourriture. En 1929, la première promotion obtient son diplôme en quatre ans. L'Institut polytechnique du Tennessee devient une université en 1965, étant renommée Tennessee Technological University.

## Facultés
- Sciences de l'ingénieur
- Études interdisciplinaires
- Arts et Sciences
- Agriculture et Écologie humaine
- Pédagogie
- Beaux-Arts
- Sciences économiques
- Infirmerie

## Sport

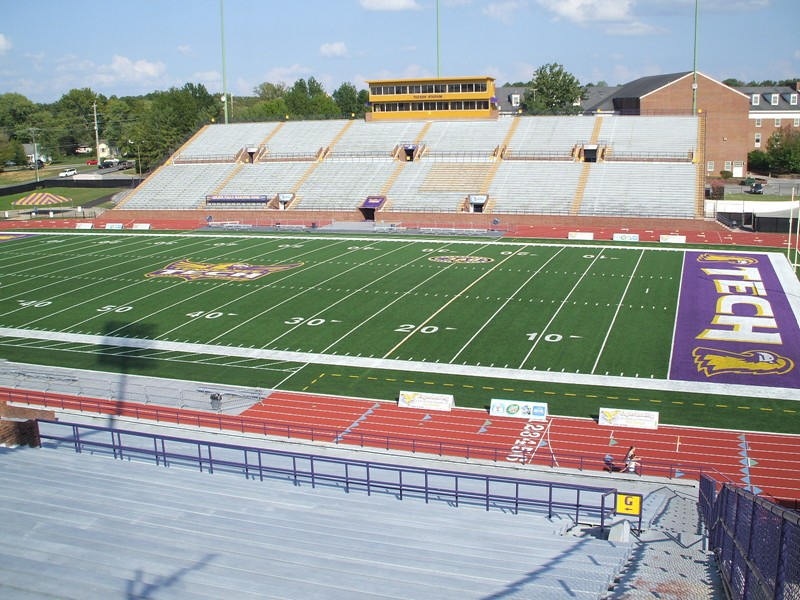
Stade Tucker

Les équipes sportifs de la TTU sont nommés Golden Eagles (Aigles dorées). L'université appartient à l'Ohio Valley Conference (Conférence de la vallée de l'Ohio).

## Personnalités liées
- Harry Stonecipher – ancien directeur général de Boeing, McDonnell Douglas et Sundstrand
- Michael Gunter
- Roger Crouch, astronaute de la NASA